# Реймондвилл (Техас)
Реймондвилл (англ. Raymondville) — город в США, расположенный в южной части штата Техас, административный центр округа Уилласи. По данным переписи за 2010 год число жителей составляло 11 284 человека, по оценке Бюро переписи США в 2015 году в городе проживало 11 139 человек. Город является частью метрополитенского ареала Матаморос — Браунсвилл, а также объединённой статистической местности Браунсвилл — Харлинген — Реймондвилл.

## История
До прихода белых людей в регионе в течение 11 000 лет жили коавильтеки. Город был основан в 1904 году Эдмондом Бёрлесоном Реймондом. В том же году городом было выдано разрешение на постройку железной дороги St. Louis, Brownsville and Mexico Railway. Основным источником дохода города стало сельское хозяйство, в частности в регионе выращивались сорго, хлопок, цитрусовые, овощи и кукуруза.
В 1911 году из частей округов Идальго и Камерон был создан округ Уилласи, названный в честь техасского сенатора Джона Уилласи. К началу 1920-х годов на территорию округа мигрировали англоязычные колонизаторы, которые не озаботились ознакомлением с культурой техано, традиционно проживавших на местности. Вместо этого, они винили мексиканских рабочих в бедности региона, запретили танцы и фиесту, приняли сухой закон на территории округа.
Постепенно из скотоводческого регион превратился преимущественно в фермерский. Это повлекло пересмотр границ округа, в результате которого сменился и административный центр. Несмотря на протесты жителей Лифорда, центром был выбран Реймондвилл. К концу 1920-х годов отношения между мексиканцами и белым населением накалились ещё больше, в 1927 году состоялись слушания по делу о рабстве, в котором федеральное правительство обвинило офис шерифа округа в использовании людей для бесплатного сбора хлопка. Обвиняемых приговорили к тюрьме сроком от 1 месяца до полутора лет, но их авторитет был настолько высок среди фермеров, что они устроили праздник в день освобождения бывшего шерифа. В 1940-х годах рядом с Реймондвиллем работал трудовой лагерь, в котором местные фермеры могли нанять работников к себе на поля.

## География
Реймондвилл находится в западной части округа, его координаты: 26°28′33″ с. ш. 97°46′40″ з. д..
Согласно данным бюро переписи США, площадь города составляет около 10,7 квадратных километров, практически полностью занятых сушей. Почва преимущественно состоит из глины или песчаных суглинков, хорошо пропускающих воду. Песчаные суглинки в восточной части города имеют нейтральную кислотность. В остальной части города преобладают умеренно щелочные почвы. На южной окраине Реймондвилла земля богата солями, что накладывает некоторые ограничения для фермеров и садоводов.

### Климат
Согласно классификации климатов Кёппена, в Реймондвилле преобладает влажный субтропический климат.
| Показатель                    | Янв. | Фев. | Март | Апр. | Май  | Июнь | Июль | Авг. | Сен. | Окт. | Нояб. | Дек. | Год  |
| ----------------------------- | ---- | ---- | ---- | ---- | ---- | ---- | ---- | ---- | ---- | ---- | ----- | ---- | ---- |
| Абсолютный максимум, °C       | 33,3 | 37,2 | 40,6 | 41,1 | 41,7 | 42,8 | 41,7 | 41,7 | 41,7 | 37,8 | 37,2  | 34,4 | 42,8 |
| Средний суточный максимум, °C | 21   | 23,3 | 26,4 | 29,8 | 32,2 | 34,3 | 35,5 | 36   | 33,4 | 30,3 | 25,6  | 22   | 29,2 |
| Средняя температура, °C       | 14,9 | 16,9 | 20   | 23,7 | 26,4 | 28,4 | 29,3 | 29,5 | 27,5 | 23,9 | 19,3  | 15,9 | 23   |
| Средний суточный минимум, °C  | 8,8  | 10,4 | 13,6 | 17,5 | 20,7 | 22,6 | 23,1 | 23   | 21,6 | 17,6 | 13,1  | 9,8  | 16,8 |
| Абсолютный минимум, °C        | −10  | −7,2 | −6,1 | 0,6  | 7,2  | 13,3 | 17,2 | 15,6 | 7,2  | 0,6  | −2,2  | −9,4 | −10  |
| Норма осадков, мм             | 37   | 31   | 31   | 37   | 85   | 75   | 55   | 62   | 133  | 72   | 36    | 33   | 687  |
| Источник: weatherbase.com     |      |      |      |      |      |      |      |      |      |      |       |      |      |

## Население
Согласно переписи населения 2010 года в городе проживало 11 284 человека, было 2500 домохозяйств и 1945 семей. Расовый состав города: 85,9 % — белые, 3,5 % — афроамериканцы, 0,2 % — коренные жители США, 1,1 % — азиаты, 0,1 % (6 человек) — жители Гавайев или Океании, 7,5 % — другие расы, 1,7 % — две и более расы. Число испаноязычных жителей любых рас составило 86,9 %.
Из 2500 домохозяйств, в 44 % живут дети младше 18 лет. 49,7 % домохозяйств представляли собой совместно проживающие супружеские пары (21,2 % с детьми младше 18 лет), в 21,8 % домохозяйств женщины проживали без мужей, в 6,3 % домохозяйств мужчины проживали без жён, 22,2 % домохозяйств не являлись семьями. В 19,5 % домохозяйств проживал только один человек, 11 % составляли одинокие пожилые люди (старше 65 лет). Средний размер домохозяйства составлял 3,21 человека. Средний размер семьи — 3,71 человека.
Население города по возрастному диапазону распределилось следующим образом: 25,9 % — жители младше 20 лет, 38,1 % находятся в возрасте от 20 до 39, 25,4 % — от 40 до 64, 10,8 % — 65 лет и старше. Средний возраст составляет 31,4 года.
Согласно данным опросов пяти лет с 2011 по 2015 годы, средний доход домохозяйства в Реймондвилле составляет 20 938 долларов США в год, средний доход семьи — 26 938 долларов. Доход на душу населения в городе составляет 9516 долларов. Около 41,2 % семей и 40,9 % населения находятся за чертой бедности. В том числе 51,7 % в возрасте до 18 лет и 38,6 % в возрасте 65 и старше.

## Местное управление
Управление городом осуществляется избираемыми мэром и городской комиссией, состоящей из четырёх человек.

## Инфраструктура и транспорт
Через Реймондвилл проходят межштатная автомагистраль I-69E, автомагистрали США 77 и 77-бизнес, а также автомагистраль 186 штата Техас.
Ближайшим аэропортом, выполняющим коммерческие пассажирские рейсы, является международный аэропорт Вэлли (англ. Valley International Airport) в Харлингене. Аэропорт находится примерно в 40 километрах к югу от Реймондвилла.

## Образование
Город обслуживается независимым школьным округом Реймондвилл.

## Экономика
Согласно финансовому отчёту города за 2015 год, доходы Реймондвилла в 2015—2016 году составили $5,09 млн, расходы — $5,06 млн. Активы города составили $16,8 млн, а обязательств было на сумму $3,85 млн.